# (18158) Nigelreuel
(18158) Nigelreuel (2000 PM10) – planetoida z pasa głównego asteroid okrążająca Słońce w ciągu 3,74 lat w średniej odległości 2,41 j.a. Odkryta 1 sierpnia 2000 roku.